# Szangvangsimni állomás
Szangvangsimni (Sangwangsimni) állomás metróállomás a szöuli metró 2-es vonalán, Szöul Szongdong-ku (Seongdong-gu) kerületében.

## Baleset
2014 májusában két metrókocsi összeütközött az állomásnál, több mint 200 fő sérült meg könnyebben a balesetben, súlyos sérülés nem történt. A balesetet a biztonsági jelzőrendszer meghibásodása okozta.

## Viszonylatok
| 2-es vonal                           | 2-es vonal | 2-es vonal                                         |
| ------------------------------------ | ---------- | -------------------------------------------------- |
| Sindang (külső oldal) Városháza felé | fő vonal   | Vangsimni (Wangsimni) (belső oldal) Városháza felé |